# Gaotai (socken)
Gaotai (kinesiska: 高台乡, 高台) är en socken i Kina. Den ligger i provinsen Sichuan, i den sydvästra delen av landet, omkring 86 kilometer söder om provinshuvudstaden Chengdu. Antalet invånare är 9 362. Befolkningen består av 4 761 kvinnor och 4 601 män. Barn under 15 år utgör 13,0 %, vuxna 15-64 år 69 %, och äldre över 65 år 17,0 %.
Genomsnittlig årsnederbörd är 1 512 millimeter. Den regnigaste månaden är juli, med i genomsnitt 367 mm nederbörd, och den torraste är januari, med 14 mm nederbörd.